# ホーチミン市民劇場
ホーチミン市民劇場（ホーチミンしみんげきじょう、越: Nhà hát Thành phố Hồ Chí Minh / 茹欱城舖胡志明）、またはサイゴン・オペラハウス (仏:Opėra de Saigon) は、ベトナムのホーチミン市にある劇場である。
ベトナムのフランス植民地様式（French Colonial style）の建築物の1つ。
フランス人建築家ウジェーヌ・フェレによりオペラ・ド・サイゴン劇場として1897年に建築され、1956年以降は南ベトナム共和国下院議会の議場として使用された。
1975年以後は再び劇場となり、1995年には改装もされている。

## 建築

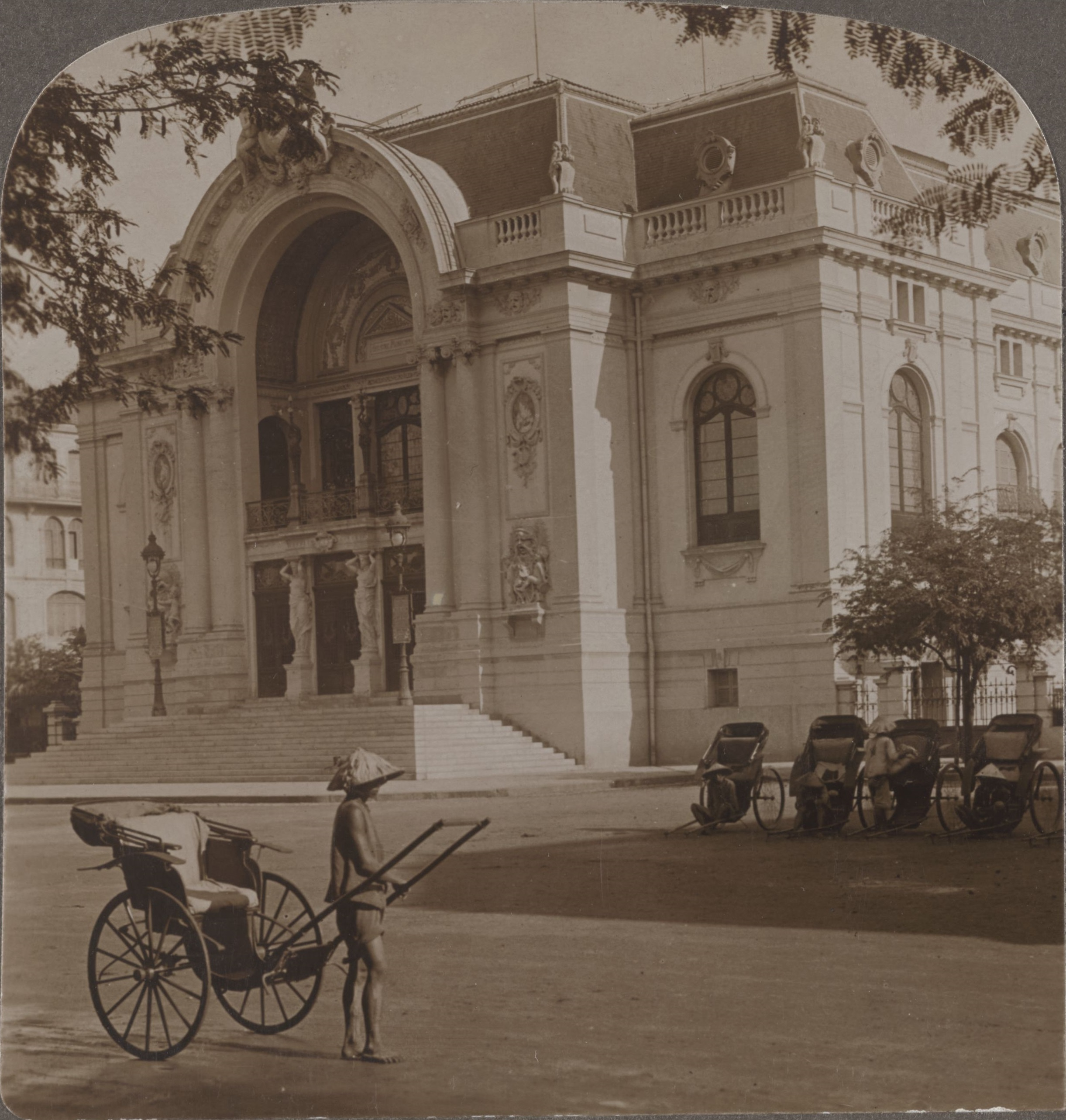
1915年当時の市民劇場

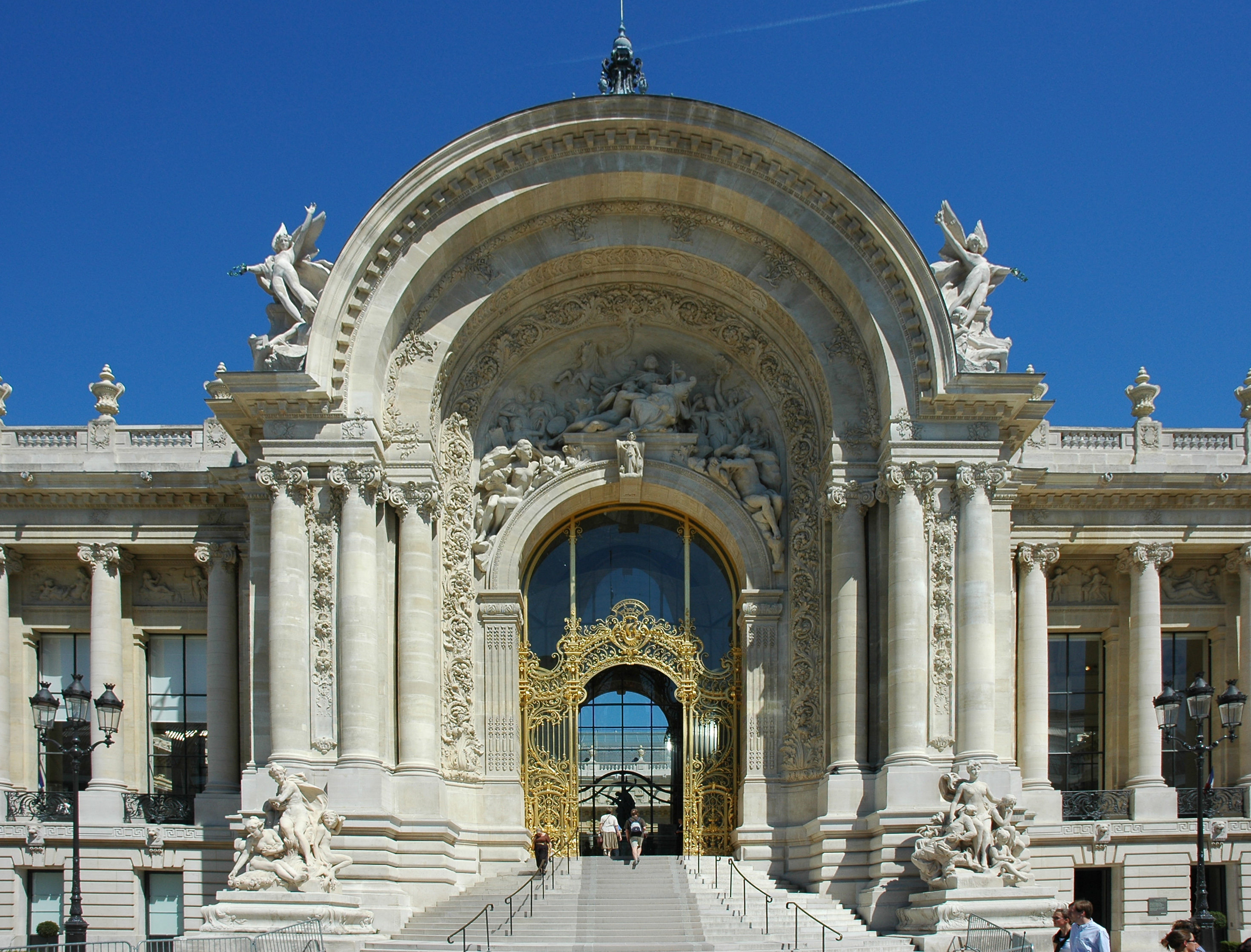
パリ、プティ・パレのファサード

ホーチミン市民劇場は、1901年から1911年にかけて建設されたハノイ歌劇場よりも規模が小さい。
パリのオペラ・ガルニエに似せた800席を有する劇場として建築され、フランス人入植者らを楽しませた。
建築的特徴はフェリクス・オリヴィエによるところであり、エルネスト・ギシャールとウジェーヌ・フェレ監督のもと1900年に完成した。
フランス第三共和政の影響を受けた華やかなフランボワイヤン様式で、そのファサードは、同年にフランスに建築されたプティ・パレに似ている。
劇場には席の中心となる階に加え、さらに2つの上階があり、一時は1,800人を収容することができた。
碑銘、装飾、家具類はすべて、フランス人作家の手によるものがフランスから運び込まれた。
劇場のファサードは、以前のホーチミン人民委員会庁舎同様に、フランボワイヤン様式の銘やレリーフで飾られていたが、あまりに華やかだという批判も浴びた。
1943年に装飾の一部が取り除かれたが、1998年サイゴン300周年を記念して市が復元に取り組んだ。
現在の劇場は、500席を有している。

## 歴史
コーチシナ攻略後の1863年、フランス人入植者らは劇団をサイゴンに招き、パレ・ド・ロルロージュにあったフランス海軍大将の別荘で、フランス軍に向けた公演を開催した。この場所は現在、ドンコイ通りとグエンドゥー通りの角に当たる。しばらくののち、現在カラベル・ホテルが立つ場所に、仮設劇場が建設された。1898年に新しい劇場としてサイゴン・オペラハウスの建設が開始され、1900年1月1日に完成した。
第一次世界大戦と第二次世界大戦の間、フランスからサイゴンに訪れる劇団の往復の移動費を含め、すべての費用はコーチシナ総督支配下の阮朝が負担した。
成長する中産階級の余暇のために設計された劇場にもかかわらず、劇場に人気はなく、市内にはナイトクラブやダンスホールが急増した。
この期間中にはコンサートや、ベトナムの伝統芸能カイ・ルォンの公演が時折、催されただけであった。
劇場のファサードに対する批判、高騰する運営費をかんがみ、阮朝政府は劇場をコンサート・ホールに変えようとしたが、実現されることはなかった。
代わりに1943年、彫刻や像など装飾を取り外すことによって、劇場はすっきりした姿になった。
1944年、大日本帝国陸軍に向けた連合国軍の空爆を受け、劇場は機能しなくなった。
日本が連合国に降伏すると、フランスはコーチシナに戻った。
1954年、フランス軍はディエンビエンフーの戦いでベトミンに降伏、同年ジュネーヴ協定に合意した。
このとき劇場は、北ベトナムから避難してくる一般フランス人の一時避難場所として使われた。
1955年、劇場が修復されて、ベトナム国の、次いでベトナム共和国 (南ベトナム) の下院議場となった。
1975年のサイゴン陥落ののち、再び劇場として使用されるようになった。
1998年には、サイゴン創設300周年を記念して、劇場のファサードがオリジナルの形に戻された。